# Војничко гробље Округлица у Власини Округлици
Војничко гробље Округлица (садашњи назив Промаја) у Власини Округлици, насељеном мету на територији општине Сурдулица је локалитет за који се претпоставља да се на њему налази(ло) ратничко гробље војске Краљевине Србије. На њему сахрањени војници из I пука трећег позива и I и II батаљона X пука II позива Шумадијске дивизије, погинули 1913. године у ратним операцијама на Власини у Другом балканском рату.
Према подацима из архива на „Округлици“ се налазило 54, односно 78 гробова погинулих војника. У месту Промаја (Округлица) на Власинској висоравни констатовано је постојање два засебна војничка гробља – једно из 1913. године и друго из 1915. године. Ова два војничка гробља су се налазила са обе стране пута Сурдулица - Клисура, што је данас траса пута Сурдулица-Округлица-Црна Трава.
Војничко гробље из Другог Балканског рата, односно из 1913. године уништено је инфраструктурним радовима на изградњи пута и променама конфигурације терена приликом изградње језерске бране (трајала је од 1946. до 1949. године). Људи који су радили у Предузећу за путеве сведочили су да су се људске кости појављивале сваки пут када је било извођење радова и ширења саобраћајнице.